# Johannes-Althusius-Gymnasium (Bad Berleburg)
Das Johannes-Althusius-Gymnasium (JAG) liegt im Zentrum von  Bad Berleburg. Das Gymnasium ist nach Johannes Althusius benannt.

## Unterrichtsangebote
Die Fächer Deutsch, Mathematik, Englisch, Sport und Religion werden in allen Jahrgangsstufen unterrichtet. Ab der siebten Klasse wird die zweite Fremdsprache (Französisch oder Latein) bis zum Ende der Sekundarstufe I unterrichtet. Am Ende der achten Klasse stehen als Wahlpflichtfächer zur Auswahl: Informatik, Biowissenschaften, Pädagogik, Französisch als dritte Fremdsprache und "Demokratie Lernen und Leben". Diese werden, genau wie die zweite Fremdsprache auch, bis zum Ende der Sekundarstufe I gelehrt.
Zusätzlich zu Informatik ab Klasse 9 als Wahlpflichtfach gibt es in der sechsten Klasse für ein Jahr das Fach "Informationstechnische Grundkenntnisse" (ITG). Hier liegt der Fokus auf dem Erlernen wichtiger Grundkenntnisse wie der Bedienung und Verwendung von Microsoft Office sowie Grundkenntnissen des Programmierens mit Scratch.
Die Naturwissenschaften (Biologie, Physik, Chemie) und die Gesellschaftswissenschaften (Geschichte, Erdkunde, Politik) werden ab Klasse 5 im Wechsel unterrichtet.
Es gibt auch die Möglichkeit, aufgrund von religiösen oder ethischen Gründen anstelle von Religion das Fach Philosophie zu belegen.

## Klassenfahrten und Exkursionen
In der fünften Klasse wird für die neuen Schülerinnen und Schüler eine Kennenlernfahrt angeboten. Diese findet meist in einer Jugendherberge in Biedenkopf statt. Dort wird unter anderem die alte Burg besichtigt und verschiedene Aktionen durchgeführt, welche dabei helfen, dass sich die Schüler kennenlernen können. In der siebten Klasse gibt es die Skifreizeit mit dem Ziel Gerlos. Diese hat eine Dauer von ca. eineinhalb Wochen und findet zeitgleich mit der Projektwoche für den Rest der Schüler statt. Seit der Wiedereinführung von G9 gibt es für die zehnte Klasse eine fünftägige Fahrt nach Berlin, welche größtenteils der politischen Bildung dient. Auf dem Plan stehen unter anderem der Besuch des ehemaligen Stasi-Gefängnisses Hohenschönhausen sowie des Deutschen Bundestages. Des Weiteren gibt es für die Jahrgangsstufe 12 (nach G9 Jahrgangsstufe 13) die Abschlussfahrt, welche meist am Anfang des letzten Jahres liegt. 
Abgesehen von diesen Klassenfahrten gibt es auch eine klassenübergreifende Fahrt nach Straßburg, welche für die Französischschülerinnen und -schüler der achten und neunten Klassen angeboten wird. Anders als bei den anderen Fahrten ist hier die Teilnahme jedoch freiwillig.
Neben dieser Reihe mehrtägigen Fahrten gibt es auch zahlreiche Exkursionen. Diese werden entweder unterrichtsbezogen durchgeführt oder haben auch einen Freizeit- und Unterhaltungshintergrund. Der Kurs in Biowissenschaften führt zum Beispiel Exkursionen zum Senckenberg-Museum in Frankfurt am Main durch.

## Sonstige Angebote
Die Projektwoche Ende Januar ist fester Bestandteil des Schuljahres, genauso wie die Berufswahlorientierung mit den einwöchigen Praktika in den neunten und elften Klassen. Das Musikprojekt in Zusammenarbeit mit der Musikschule ermöglicht in den Klassen 5 und 6 das Erlernen eines Instruments. Das Schulorchester, die Schulband und alle musisch Aktiven treten regelmäßig an der Schule auf. Fester Bestandteil des Jahresplans ist auch die Aufführung des Literaturkurses kurz vor den Sommerferien.
Neben vielfältigen Arbeitsgemeinschaften wird von Montag bis Donnerstag eine Betreuung bis 15:15 Uhr angeboten.